# Băbușa
Băbușa es una localidad rumana de la comuna de Băcești, en el condado de Vaslui.

## Historia
Hacia finales del siglo XIX, la localidad, que por entonces pertenecía al antiguo condado de Roman, formaba parte de la comuna de Băcești y tenía contabilizada una población de 223 habitantes.
En la segunda mitad del siglo XX la localidad había pasado a formar parte del condado de Vaslui. En el censo de 2021 la localidad tenía una población de 378 habitantes.